# Університет Замбії
Університет Замбії — найбільший вищий навчальний заклад Замбії, заснований 1966 року.

## Факультети
Університет має понад 157 освітніх та післядипломних навчальних програм. Студенти здобувають освіту на таких факультетах:
- Школа сільськогосподарських наук
- Інженерна школа
- Педагогічна школа
- Школа гуманітарних та соціальних наук
- Школа права
- Школа гірничої справи
- Медична школа
- Школа природничих наук
- Школа ветеринарної медицини
- Школа менеджменту

## Відомі випускники
- Леві Мванаваса, 3-й президент Замбії, вивчав право
- Едгар Лунгу, чинний президент, вивчав право
- Інонге Віна, чинна віцепрезидентка Замбії, перша жінка на посаді
- Ірен Мамбіліма, чинний міністр юстиції Замбії
- Еммерсон Мнангагва, перший віцепрезидент Зімбабве